# Jihomoravský župní přebor 1997/1998
V soubojích 38. ročníku Jihomoravského župního přeboru 1997/98 (jedna ze skupin 5. fotbalové ligy) se utkalo 16 týmů každý s každým dvoukolovým systémem podzim–jaro. Tento ročník začal v srpnu 1997 a skončil v červnu 1998.

## Nové týmy v sezoně 1997/98
- Z Divize D 1996/97 sestoupilo do Jihomoravského župního přeboru mužstvo TJ ČKD Blansko.
- Ze skupin I. A třídy Jihomoravské župy 1996/97 postoupila mužstva FC Rekos Hustopeče (vítěz skupiny A), TJ Sokol Bedřichov (vítěz skupiny B) a FK Kunštát (3. místo ve skupině A).

## Konečná tabulka
Zdroj: 
| Poř. | Tým                              | Z  | V  | R  | P  | VG | OG | B  |
| ---- | -------------------------------- | -- | -- | -- | -- | -- | -- | -- |
| 1.   | TJ Slovan Břeclav                | 30 | 20 | 6  | 4  | 63 | 27 | 66 |
| 2.   | FC Sparta Brno                   | 30 | 18 | 7  | 5  | 66 | 30 | 61 |
| 3.   | TJ ČKD Blansko (S)               | 30 | 15 | 7  | 8  | 66 | 55 | 52 |
| 4.   | Tatran Brno-Bohunice             | 30 | 15 | 7  | 8  | 55 | 46 | 52 |
| 5.   | FC Náměšť nad Oslavou            | 30 | 15 | 4  | 11 | 81 | 46 | 49 |
| 6.   | TJ Framoz Rousínov               | 30 | 12 | 11 | 7  | 51 | 42 | 47 |
| 7.   | FC Kuřim                         | 30 | 13 | 7  | 10 | 38 | 35 | 46 |
| 8.   | SK Tuřany                        | 30 | 11 | 8  | 11 | 44 | 45 | 41 |
| 9.   | FC Slavia Třebíč                 | 30 | 12 | 5  | 13 | 49 | 53 | 41 |
| 10.  | SK Buwol Metal Luka nad Jihlavou | 30 | 11 | 7  | 12 | 40 | 53 | 40 |
| 11.  | FC Rekos Hustopeče (N)           | 30 | 10 | 9  | 11 | 49 | 48 | 39 |
| 12.  | TJ Sokol Bedřichov (N)           | 30 | 11 | 5  | 14 | 43 | 46 | 38 |
| 13.  | SK Slavkov u Brna                | 30 | 9  | 9  | 12 | 50 | 47 | 36 |
| 14.  | RAFK Rajhrad                     | 30 | 10 | 5  | 15 | 40 | 55 | 35 |
| 15.  | FC Ivančice                      | 30 | 3  | 4  | 23 | 34 | 83 | 13 |
| 16.  | FK Kunštát (N)                   | 30 | 1  | 7  | 22 | 21 | 79 | 10 |

Poznámky:
- Z = Odehrané zápasy; V = Vítězství; R = Remízy; P = Prohry; VG = Vstřelené góly; OG = Obdržené góly; B = Body; (S) = Mužstvo sestoupivší z vyšší soutěže; (N) = Mužstvo postoupivší z nižší soutěže (nováček)

|  | Postup do Divize D 1998/99                             |
|  | Sestup do I. A třídy Jihomoravské župy – sk. A 1998/99 |
|  | Sestup do I. A třídy Jihomoravské župy – sk. B 1998/99 |